# Espoo United (hokej na lodzie)
Espoo United – fiński klub hokeja na lodzie z siedzibą w Espoo.

## Historia
Do 2016 działał w mieście klub Espoo Blues, występujący w najwyższych rozgrywkach Liiga (wycofany z rozgrywek po tym jak ogłoszono upadłość klubu). W tym samym roku powstał nowy klub sportowy Espoo United, a jego sekcja hokejowa została zgłoszona do ligi Mestis (drugi poziom ligowy). W edycji 2016/2017 drużyna prowadzona przez trenera Timo Hirvonena zdobyła brązowy medal. W kolejnej edycji Mestis 2017/2018 trenerem był Niko Marttila, a kapitanem drużyny Kim Hirschovits. Po tym sezonie w wyniku bankructwa Espoo United został wycofany z rozgrywek.

## Sukcesy
- Brązowy medal Mestis: 2017